# Костецький Володимир Миколайович
Володи́мир Микола́йович Косте́цький (18 листопада (1 грудня) 1905, с. Ховми, Борзнянський район, Чернігівська область — 26 травня 1968, Київ) — український живописець.
Народний художник УРСР (1960), член-кореспондент Академії мистецтв СРСР (1967).

## Біографія
Народився 18 листопада за старим стилем (1 грудня за новим) 1905 року у с. Ховми Чернігівської губернії в сім'ї селекціонера-біолога Костецького Миколи Даниловича і викладачки дворянського походження Тичини Олександри Миколаївни.
Батько у той час працював викладачем в школі садоводства і виноградарства у Борзні, товаришував із завідувачем школи Ферапонтом Петровичем Саєнко, тож їх сини Володимир Костецький та Олександр Саєнко разом навчались, а згодом обидва обрали професію художника (яку також обрали їх діти та онуки).
Батьки, помітивши схильність Володимира до малювання, домовились про приватне навчання з випускником Петербургської Академії мистецтв Андроником Лазарчуком, учнем В. Маковського (починаючи з 1918),, досвідченим педагогом і видатним митцем. Навчання часто переривалось через лихоліття Громадянської війни та елементарну нестачу коштів. Проте любов Костецького до Рембрандта та інтерес до реалістичної традиції іде саме з цих студій.
У період з 1922 по 1928 навчався у Київському державному художньому інституті, майстерні Федора Григоровича Кричевського. З 1937 працював викладачем у цьому ж закладі там же (професор з 1947).З 1940 — член КПРС.
У роки Другої світової війни в 1941—1945 рр. виконував плакати, листівки, портретні малюнки.
- 1960 р.-отримав звання Народного художника УРСР.
- 1967 р.- член-кореспондент Академії мистецтв СРСР.

Серед відомих учнів художники Василь Забашта, Леонід Капітан, В. Бабенцов, Т. Голембієвська та інші.

## Творчість

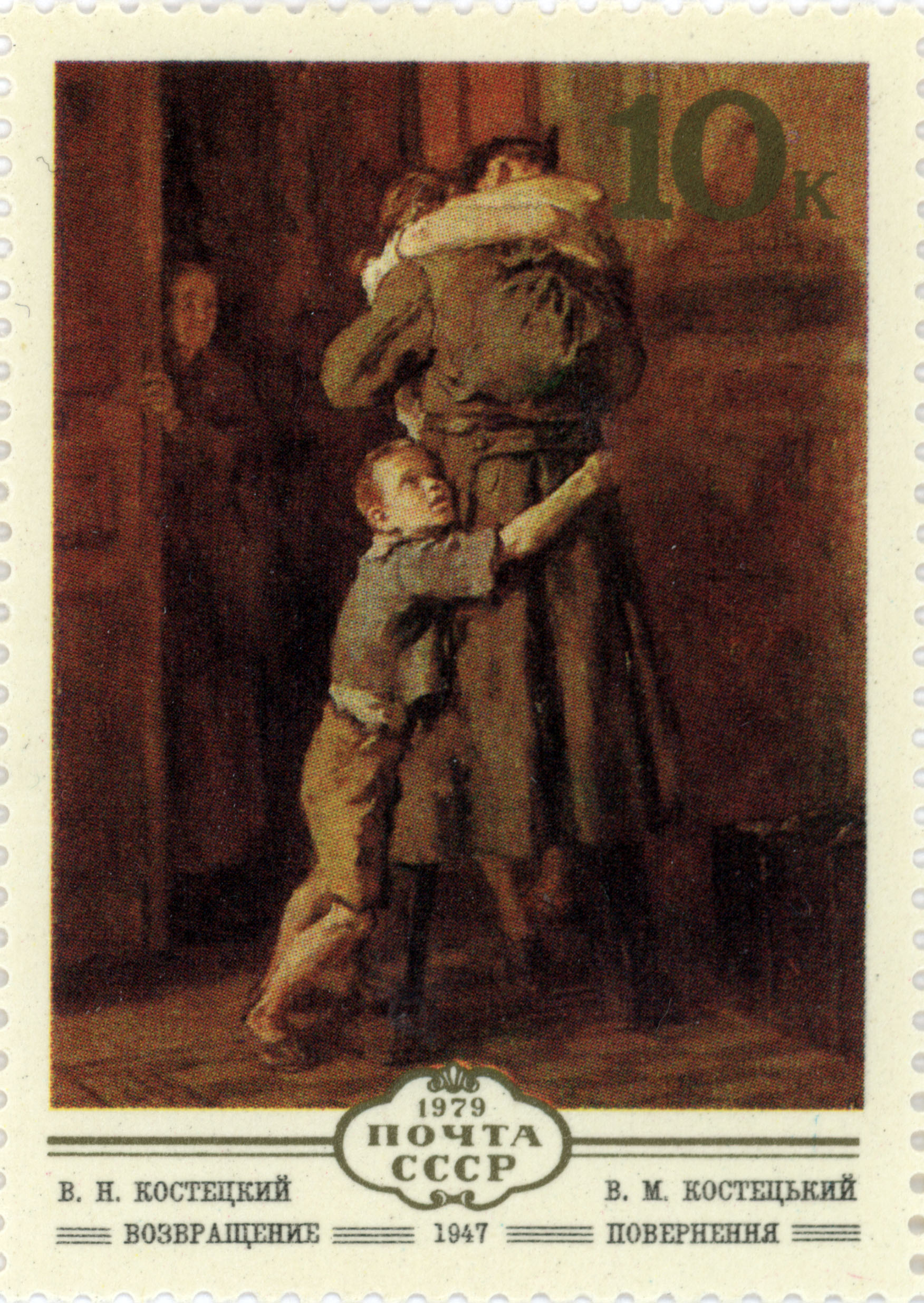
„Повернення“, Костецький

В. Костецький відомий головним чином завдяки жанровим композиціям. Найкращі твори Костецького відрізняються ретельністю розробки сюжету, психологічною переконливістю характерів („Допит ворога“, 1937, „Повернення“, 1947, „Вручення партійного квитка“, 2-й варіант, 1959, — все в Музеї українського образотворчого мистецтва УРСР, Київ).
Ігор Шаров зазначає, що ескіз до картини „Повернення“ Костецький став розробляти ще 1943 року. В одній з найперших замальовок було закладено основи композиційної побудови твору. Солдат стоїть біля розчинених дверей у свою квартиру. Дві жіночі руки охопили його, а знизу до батька пригорнувся маленький син. Мати солдата виглядає з відчинених дверей. Так само, на одну добу 1941 року побував удома в Києві і сам художник. Отож картина пронизана глибокими почуттями, хвилююча і водночас драматично-лірична. Композиція „Повернення“ надзвичайно лаконічна, в ній немає жодної зайвої деталі. Картина вселяла впевненість у перемозі, надію на радість зустрічі, повернення. Картину було номіновано тна Сталінську премію, але вождю вона не сподобалась.
Твори художника зберігаються в Національному музеї Тараса Шевченка, Національному художньому музеї України, Сімферопольському ХМ, Музеї Нац. академії образотвор. мист-ва та арх-ри, ДТГ (Москва), приватних колекціях .
Нагороджений орденом «Знак Пошани» і медалями.

## Родинні стосунки
Був тричі одружений, мав шестеро дітей.
Перша дружина з дітьми емігрувала у Австралію.
Друга дружина — скульптор Новокрещенова Галина Миколаївна (1919—1970), автор монументів російським письменникам — Л. Толстому, Ф. Достоєвському, М. Горькому.
Третя дружина скульптор Субботіна Антоніна Іванівна (1924—2013)  — член Спілки Художників СРСР.
Діти:
- Від першого шлюбу — Олександра, Ілля та Іван (усі — громадяни Австралії.)
- Від другого шлюбу — Дмитро та художник Олександр Костецький (1954—2010).
- Від третього шлюбу — Ольга Володимирівна Костецька (народилася 1 квітня 1955, закінчила Київський Державний Художній Інститут).

Помер 26 травня 1968 року в Києві від інсульту. Похований на Байковому кладовищі в м. Києві.
(20 вересня 2013 померла його остання дружина Суботіна Антоніна Іванівна)., яка була похована поруч із чоловіком.